# Hyperthyris aperta
Hyperthyris aperta är en fjärilsart som beskrevs av John Henry Leech 1889. Hyperthyris aperta ingår i släktet Hyperthyris och familjen Thyrididae. Inga underarter finns listade i Catalogue of Life.